# Lepechinia caulescens
Lepechinia caulescens là một loài thực vật có hoa trong họ Hoa môi. Loài này được (Ortega) Epling mô tả khoa học đầu tiên năm 1935.